# Annona senegalensis
Африканське кремове яблуко (лат. Annona senegalensis) — тропічна рослина родини аннонових (Annonaceae), до якої також належать такі рослини як азиміна, іланг-іланг, черімоя і сметанне яблуко.

## Опис
Annona senegalensis має форму куща або невеликого дерева, висота якого варіюється від двох до шести метрів. Зрідка може досягати висоти 11 метрів.
Кора може бути гладкою або грубою, сріблясто-сірого або сіро-коричневого кольору. Листя зеленого або синювато-зеленого кольору, прості, довгасті або яйцеподібної форми (довжина від 6 до 18,5 см, ширина від 2,5 до 11,5 см). Квіти до 3 см в діаметрі. Плоди м'ясисті, з нерівною поверхнею, діаметром до 2-4 см, нестиглі — зеленого кольору, при дозріванні — жовті та помаранчеві.
Плоди і листя їстівні, ними харчуються представники місцевої фауни. Місцеве населення споживає зрілі плоди.

## Природне середовище
Annona senegalensis зростає як у напівпосушливих районах, так і в районах, прилеглих до узбережжя, часто, але не виключно, на коралових породах з переважно піщаними ґрунтами, від рівня моря до 2400 метрів над його рівнем при середніх температурах від 17 до 30 °C і середній кількості опадів від 700 до 2500 мм. Вони часто є поодинокими рослинами в підліску, також часто зустрічаються в болотяних місцях або по берегах річок.

## Поширення
В природних умовах африканське кремове яблуко росте в тропічній зоні Східної та Північно-Східної, Західної та Південної Африці, а також у субтропічній зоні континенту та на островах у західній частині Індійського океану. У Південно-Африканській республіці зустрічається в Квазулу-Наталі, Лимпопо та Мпумаланзі.
Африканське кремове яблуко зустрічається на Мальдівах, воно також натуралізовано в деяких районах Індії.

## Галерея

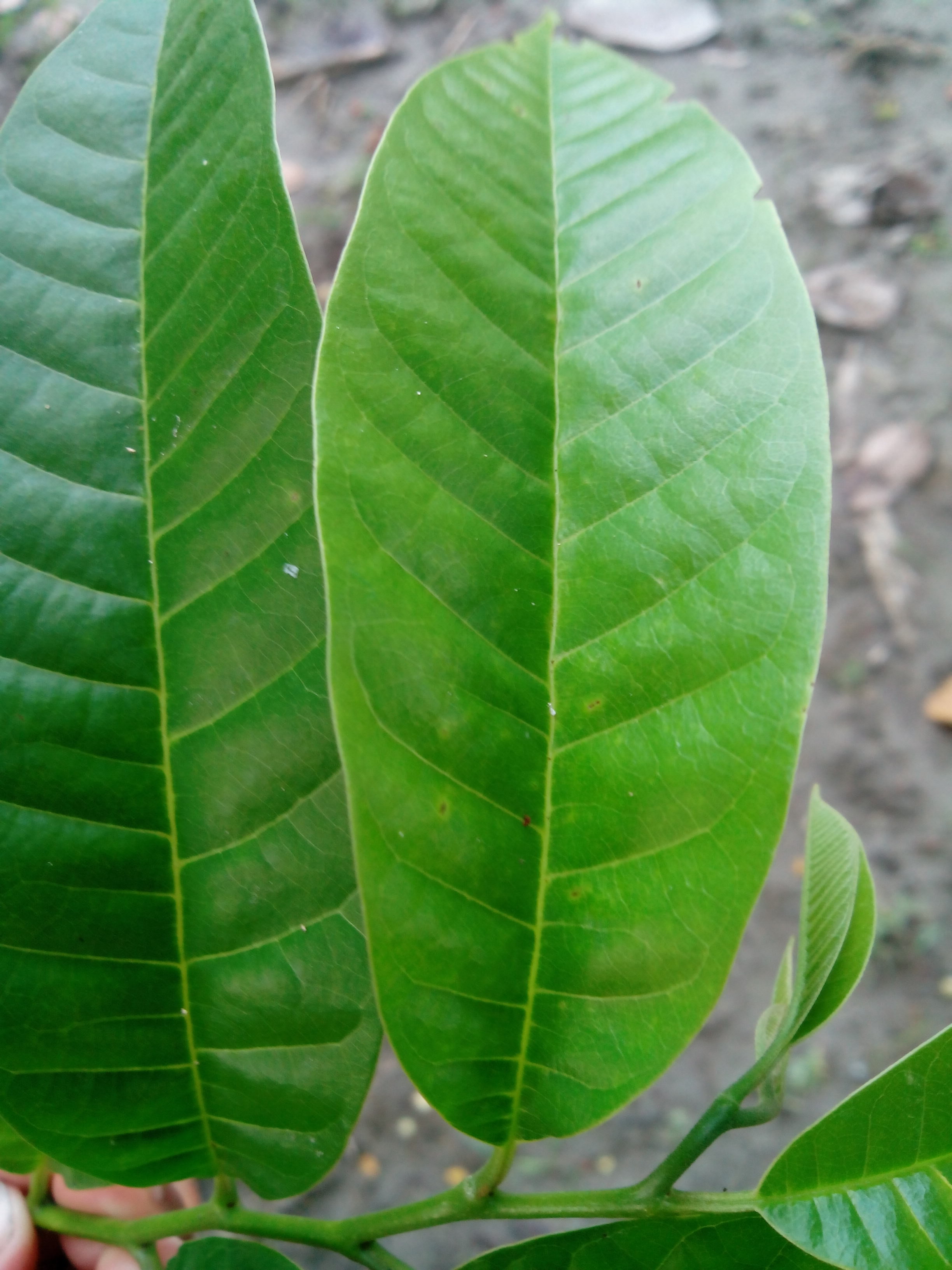
Листя
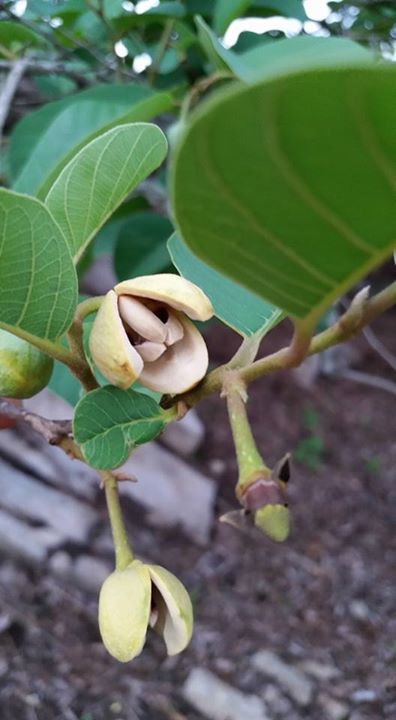
Квіти